# SN 2006bp
SN 2006bp – supernowa w galaktyce NGC 3953 w gwiazdozbiorze Wielkiej Niedźwiedzicy. Została odkryta 9 marca 2006 roku przez Koichi Itagakiego z Japonii.
SN 2006bp rozbłysła około 62" na wschód i 93" na zachód od jądra galaktyki. Maksimum jasności (14,7m) osiągnęła 5 dni po jej odkryciu – 14 marca.
SN 2006bp jest drugą (po SN 2001dp) supernową odkrytą w galaktyce NGC 3953.